# Bungarus persicus
Espèce
Bungarus persicus est une espèce de serpents de la famille des Elapidae. 

## Répartition
Cette espèce est endémique du Sistan-et-Balouchistan en Iran.

## Description
La femelle holotype mesure 630 mm dont 550 mm sans la queue et 80 mm de queue.

## Étymologie
Son nom d'espèce lui a été donné en référence au lieu de sa découverte, la Perse.

## Publication originale
- Abtin, Nilson, Mobaraki, Hosseini & Dehgannejhad, 2014 : A New Species of Krait, Bungarus (Reptilia, Elapidae, Bungarinae) and the First Record of that Genus in Iran. Russian Journal of Herpetology, vol. 21, no 4, p. 243-250.